# Beerenauslese

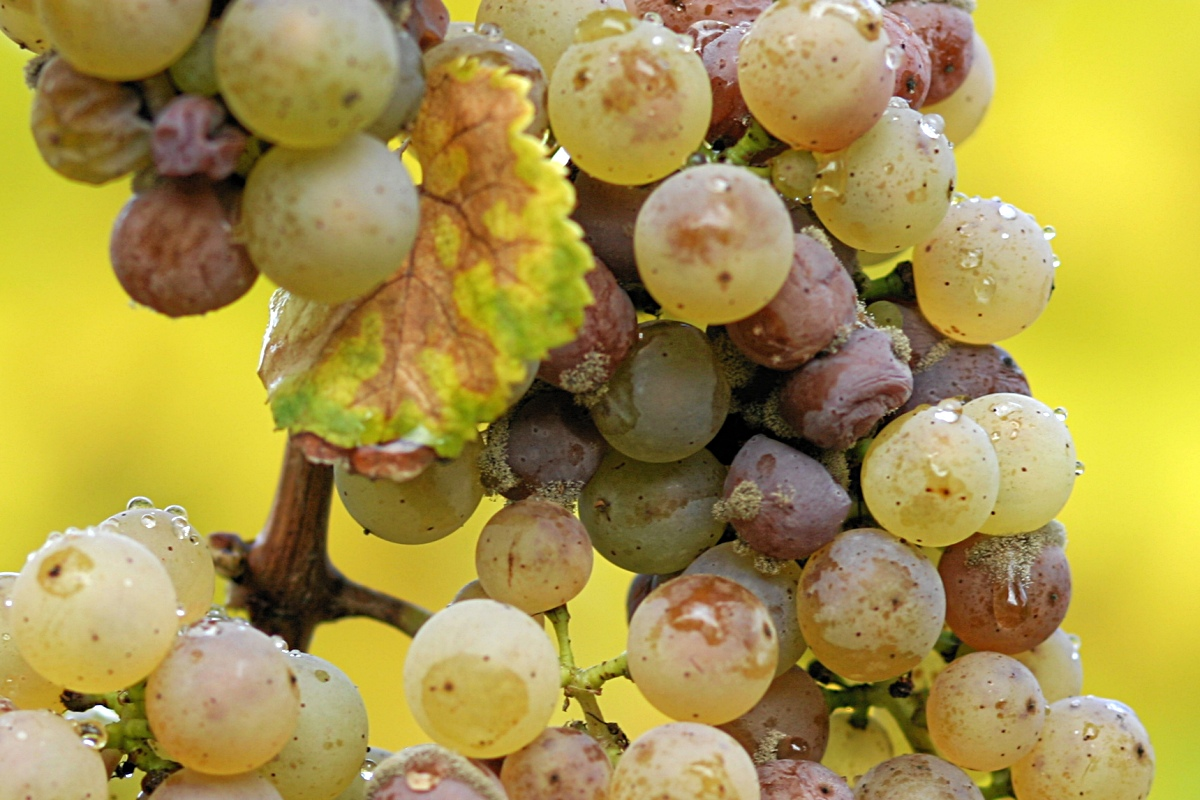
Szlachetna pleśń sprzyja koncentracji słodyczy, kwasów i aromatów winogron

Beerenauslese (niem. Beeren – owoce, jagody, Auslese – wybór) – jedna z najwęższych kategorii niemieckich win, produkowana ze zrywanych z krzewów pojedynczych, najszlachetniejszych owoców w celu wytworzenia z nich wykwintnych win deserowych. Zrywane są tylko przejrzałe winogrona porażone szarą pleśnią Botrytis cinerea.
Kategorię Beerenauslese wyróżnia się tylko w ramach win o najwyższej jakości według niemieckiego prawa winiarskiego, tzw. win jakościowych z predykatem (QmP – Qualitätswein mit Prädikat). Beerenauslese lokuje się pomiędzy Auslese i Trockenbeerenauslese. Ilość cukru w moszczu musi odpowiadać od 15,3 do 18,1% potencjalnego poziomu alkoholu, przy czym nie cały cukier musi przefermentować – minimalny rzeczywisty poziom alkoholu w winie Beerenauslese został określony na 5,5%. Niedozwolone jest dodawanie cukru, tzw. szaptalizacja. Trwałość win Beerenauslese określa się na 10–35 lat (wyjątkowo do 50 lat).
Określenie stosuje się okazjonalnie także w Alzacji zamiast francuskiego Sélection de Grains Nobles (SGN).